# 청준홍
청준홍(중국어: 張俊虹, 1990년 4월 16일 ~ )은 중국계 말레이시아인 여자 다이빙 선수이다.